# Hymn Antyli Holenderskich
Hymn Antyli Holenderskich został przyjęty w 2000 roku. Muzykę i słowa angielskie napisał Zahira Hiliman, a słowa w języku papiamento napisał Lucille Berry-Haseth.

## Oficjalne słowa angielskie
Our island in the sea, like gems they seem to be,
outstanding from a golden crown of blissful royalty.
Though their people and their colorful may seem,
they yet uniquely blend to be just one family.
So we, your people raise our voice in love and unity
Dear Netherlands Antilles, so beautiful to me.
I'm proud to be a part of you, a patriot I shall be.
Yes Netherlands Antilles, i pledge my loyalty,
To you always will be true; I say may God bless you.
So blessed with sunny skies and clear welcomming seas,
each island like a link that forms this chain of unity.
May differ in our language, yet meet on common ground,
When some say "Sweet Antilles" , some say "Dushi Antia ta",
So we, your people raise our voice in love and unity
Dear Netherlands Antilles, so beautiful to me.
I'm proud to be a part of you, a patriot I shall be.
Yes Netherlands Antilles, i pledge my loyalty,
To you always will be true; I say may God bless you.
Yes, proud are we to be identified with you,
dear Netherlands Antilles, to you we will be true.
So we declare and vow, with dignity and love,
Our nation we will always serve, may God keep us as one.
So we, your people raise our voice in love and unity
Dear Netherlands Antilles, so beautiful to me.
I'm proud to be a part of you, a patriot I shall be.
Yes Netherlands Antilles, i pledge my loyalty,
To you always will be true; I say may God bless you.

## Oficjalne słowa w papiamento
Sinku prenda den laman, e islanan di nos,
dňrnando e korona di un aliansa ideal.
Ounke hende i kultura tur koló nan tin , nos mes a
forma ůn famia den tur libertad.
Pesei nos tur ta alsa bos ku amor i den union
Antia Neerlandes, bunitesa sin igual.
Ku orguyo mi ta defendé mi patria tan stimá.
Antia Neerlandes, pabo tur mi lealtat.
Pa semper lo mi keda fiel, pais bendishoná
Un shelu semper kla, laman ta invitá, e islanan ta
wowo dje kadena di unidat Idiomanan distinto, papiá
Ku komprenshon, mes ternura: "Sweet antilles"
"Dushi Antia ta ",
Pesei nos tur ta alsa bos ku amor i den union
Antia Neerlandes, bunitesa sin igual.
Ku orguyo mi ta defendé mi patria tan stimá.
Antia Neerlandes, pabo tur mi lealtat.
Pa semper lo mi keda fiel, pais bendishoná
Ser parti di nos tera, ta orguyo sin midí,
Antia Neerlandes stimá, ku tur sinseridat,
Pues nos ta rearfimá ku amor i dignidat,
ku, dios dilanti, nos ta sirbi huntu nos pais.
Pesei nos tur ta alsa bos ku amor i den union
Antia Neerlandes, bunitesa sin igual.
Ku orguyo mi ta defendé mi patria tan stimá.
Antia Neerlandes, pabo tur mi lealtat.
Pa semper lo mi keda fiel, pais bendishoná

## Polskie tłumaczenie
Nasze wyspy są na morzu, jakby diamenty,
Wbite w koronę szczęśliwego majestatu
Chociaż, że ci ludzie ich barwy są różne,
To oni żyją tu w zgodzie jak jedna rodzina.
Tak więc podnieśmy głos w szczęściu i miłości
Drogie Antyle Holenderskie, tak piękne są dla mnie.
Jestem dumny będąc twoją częścią, będąc patriotą.
Tak moje Antyle Holenderskie, wyrażam swą lojalność,
To są słowa szczerej prawdy: Niech wam Bóg Błogosławi.
Więc niech wam przyświeca słońce i morze płynie
Niech każda wyspa się złączy jako krąg jedności.
Choć różne są tu języki, my wyrażamy i tak to samo,
Mówiąc słowami "Sweet antilles" , a inny odpowie "Dushi Antia ta",
Tak, duma z was jest wielka
Tak więc podnieśmy głos w szczęściu i miłości
Drogie Antyle Holenderskie, tak piękne są dla mnie.
Jestem dumny będąc twoją częścią, będąc patriotą.
Tak moje Antyle Holenderskie, wyrażam swą lojalność,
To są słowa szczerej prawdy: Niech wam Bóg Błogosławi.
O moje Drogie Antyle, dla ciebie to są słowa szczerej prawdy.
Więc deklarujmy i głośmy naszą dumę
A nasz naród będzie szczęśliwy, Bóg nam to zapewni
Tak więc podnieśmy głos w szczęściu i miłości
Drogie Antyle Holenderskie, tak piękne są dla mnie.
Jestem dumny będąc twoją częścią, będąc patriotą.
Tak moje Antyle Holenderskie, wyrażam swą lojalność,
To są słowa szczerej prawdy: Niech wam Bóg Błogosławi.